# 小池要之助
小池 要之助（こいけ ようのすけ、1941年（昭和16年）11月13日 - 2010年（平成22年）9月22日）は、日本の映画監督、脚本家。ミュージックシネマズジャパン顧問。山口県下関市出身。

## 来歴・人物
山口県立豊浦高等学校から、上京して舞台芸術学院に進学、1962年（昭和37年）同校本科卒業。29歳で助監督となり、34歳の時にテレビドラマ『それ行け!カッチン』で監督デビューしている。以降、長年にわたってさまざまな映画やテレビドラマの監督、助監督を務めている。
『探偵物語』では、第19話および最終話である27話で監督を務めた。第19話の予告編のナレーションは、主演の松田優作が同郷出身ということで、本編の内容には一言も触れず小池の紹介に徹していた。第13話、第14話などではエキストラで出演、また第27話の予告編でも松田・成田三樹夫・山西道広とともに出演を果たした。
その縁で『ア・ホーマンス』では監督として起用されたが、松田との意見の相違から解任となった。
劇場映画の現場では「天才助監督」といわれ、撮影に不可欠な存在として多くの映画・テレビ関係者に慕われていた。しかし、劇場映画の監督を志望しながらも、機会にはついに恵まれなかった。
北朝鮮拉致問題をテーマにした映画を製作しようと、同郷の映画監督で同じ高校の先輩でもある須藤久と共に数年間にわたり活動してきた。
2010年9月22日、気管がんのため死去。68歳没。

## 監督作品

### テレビドラマ
- それ行け!カッチン（1975年 - 1976年）
- バトルホーク（1976年 - 1977年）
- 大追跡（1978年）
  - 第25話「横浜コネクション」
- 探偵物語（1979年 - 1980年）
  - 第19話「影を捨てた男」
  - 第27話「ダウンタウン・ブルース」
- プロハンター（1981年）
  - 第13話「北北西に向かって走れ」
  - 第14話「殺しは別れの挨拶」
- おてんば宇宙人（1981年）

### オリジナルビデオ
- かげろう 俊のヤクザな毎日（1997年）※脚本も担当
- 新・ワニ分署（1998年）※脚本も担当

## 監督以外での参加作品

### テレビドラマ
- 太陽にほえろ! - 助監督
- 鬼平犯科帳（丹波哲郎版） - 助監督
- 古谷一行の金田一耕助シリーズ（1977年） - 助監督
  - 「三つ首塔」
  - 「悪魔が来りて笛を吹く」
  - 「獄門島」

### 映画
- 蘇える金狼（1979年） - 助監督
- 処刑遊戯（1979年） - 助監督
- 野獣死すべし（1980年） - 助監督
- ヨコハマBJブルース（1981年） - 監督補
- 甦る優作「探偵物語」特別篇 聖女が街にやって来た（1998年） - 助監督
- 甦る優作「探偵物語」特別篇 夜汽車で来たあいつ（1998年） - 助監督